# Talaja (Norilka)
Die Talaja (russisch Талая) ist der etwa 21 km lange rechte Quellfluss der Norilka im Norden der russischen Region Krasnojarsk in Nordsibirien.

## Geographie

### Verlauf
Die Talaja verläuft rund 325 km nördlich des nördlichen Polarkreises zwischen dem nordöstlichen Putoranagebirge (max. 1701 m), dem felsigen Nordwestteil des Mittelsibirischen Berglands, und dem südwestlichen Lontokoiski-Kamen-Gebirge (max. 760 m), dem äußeren Nordwestteil dieses Berglands. Sie entfließt dem auf 44 m Höhe gelegenen Melkojesee. Fortan verläuft sie zwischen beiden Gebirgen durch unbesiedeltes Gebiet in Richtung Westen und durchfließt dabei einen seeartigen Abschnitt, in dem sich einige Flussinseln befinden.
Schließlich vereinigt sich die Talaja weit oberhalb des an der Norilka gelegenen Waljok, das zwischen dem südwestlich befindlichen Norilsk und dessen nordöstlichen Stadtteil Talnach liegt, auf etwa 29 m Höhe – nach rund 15 m Höhenunterschied – mit der von Südosten vom Ketasee kommenden Rybnaja zur Norilka.

### Zuflüsse, Seen und Einzugsgebiet
Zu den Zuflüssen der Talaja gehören ein paar kleine Bäche. Im Einzugsgebiet liegen der Melkojesee mit den oberhalb davon gelegenen Seen Lama, Kaptschuk, Glubokoje, Sobatschje, Nakomjaken und Tonelj und zahlreiche Kleinseen.

## Hydrologie, Klima und Flora

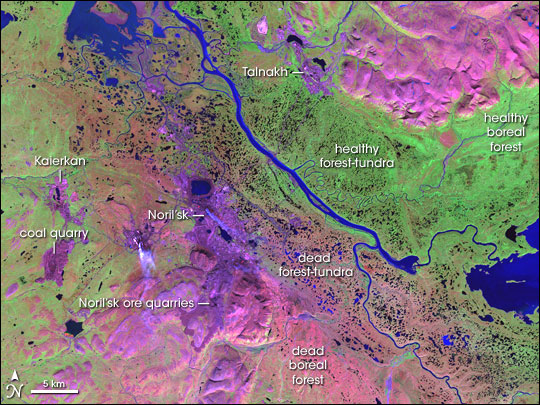
Falschfarbenfoto: Aus der Produktion von MMC Norilsk Nickel resultierende Umweltverschmutzung in der Region Norilsk und an der Talaja (rechts)

Das hydrologische Regime der Talaja wird aufgrund ihrer nördlichen Lage und damit verbundener Nähe zur Arktis von harten Wintern und kurzen Sommern bestimmt. Das ganze Jahr über gibt es viel Niederschlag, und das Vorhandensein zahlreicher Still- und Fließgewässer in ihrem sehr großen Einzugsgebiet spielen eine regulierende Rolle im Wasserhaushalt.  Von Ende September bis Mitte Juni ist der Fluss von Eis bedeckt. Wenn im Sommer Eis und Schnee schmelzen, entstehen zwischen Juni und August oftmals Hochwasser.
Die Talaja verläuft in der Klimazone des Permafrostbodens, an ihren Ufern gedeihen boreale Nadelwälder (Taiga) und auf den Bergen der umliegenden Gebirge herrscht die Tundra mit Moosen und Flechten. Der Fluss ist Lebensraum vieler arktischer Arten – zum Beispiel Barschfische, Hechte und Lachsfische.

## Umweltverschmutzung
Die in der Region Norilsk gelegenen Fabrikanlagen des Industrie-Konzerns MMC Norilsk Nickel, dem Weltmarktführer der Produktion von Nickel und Palladium, führen – beispielsweise an der Talaja – zu starken Umweltverschmutzungen.